# Zbigniew Lewicki
Zbigniew Lewicki (ur. 27 października 1945 w Łodzi) – polski politolog, amerykanista, anglista, doktor habilitowany nauk humanistycznych, profesor nadzwyczajny Uniwersytetu Kardynała Stefana Wyszyńskiego oraz Akademii Finansów i Biznesu Vistula. Ekspert i konsultant w dziedzinie stosunków polsko-amerykańskich oraz polityki Stanów Zjednoczonych USA.

## Życiorys
W latach 70. i 80. zajmował się badaniami nad literaturą i kulturą Stanów Zjednoczonych. W 1973 uzyskał na Wydziale Filologii Obcych Uniwersytetu Warszawskiego stopień naukowy doktora nauk humanistycznych w zakresie literaturoznawstwa na podstawie pracy pt. Aspekt czasu w reprezentatywnych utworach Jamesa Joyce’a i Williama Faulknera. W 1982 uzyskał stopień doktora habilitowanego nauk humanistycznych w zakresie literaturoznawstwa na Wydziale Neofilologii UW na podstawie dorobku naukowego oraz rozprawy Apocalipse and Entropy in American Literature. W 1991 uzyskał tytuł profesora nadzwyczajnego.
Od lat 90. specjalizuje się w naukach o polityce i stosunkach międzynarodowych. Kierował Ośrodkiem Studiów Amerykańskich UW oraz pracował w Instytucie Ameryk i Europy UW. Był również pracownikiem Ośrodka Badań nad Tradycją Antyczną w Polsce i Europie Środkowowschodniej, a następnie Instytutu Badań Interdyscyplinarnych „Artes Liberales” na Uniwersytecie Warszawskim. Pracował również w Katedrze Amerykanistyki na Wydziale Prawa i Administracji Uniwersytetu Kardynała Stefana Wyszyńskiego w Warszawie; jest członkiem Rady Dyscypliny Naukowej Nauki o Polityce i Administracji UKSW.
Był stypendystą American Council of Learned Societies, Woodrow Wilson International Center for Scholars, The Huntington Library i Winterthur Library. Wykładał na różnych uczelniach amerykańskich: Indiana University, Michigan State University, University of Oregon, Seneca College.
W latach 80. był zaangażowany w działalność opozycyjną. Został aresztowany za ukrywanie Zbigniewa Bujaka, 10 sierpnia 1986 roku złożył przed kamerami Dziennika Telewizyjnego samokrytykę.
W latach 1990–1991 był dyrektorem Biura Prezydenta m. st. Warszawy. Od 1990 do 1995 pełnił funkcję dyrektora Departamentu Ameryki Północnej i Południowej w Ministerstwie Spraw Zagranicznych. Od 1990 członek Komitetu Neofilologicznego Polskiej Akademii Nauk. Przewodniczący Rady Polskiego Instytutu Spraw Międzynarodowych.
Był członkiem Stowarzyszenia Kultury Europejskiej (SEC), Polskiego Towarzystwa Filologicznego, Towarzystwa Warsaw-Chicago (w tym przewodniczącym).

## Twórczość

### Książki autorskie
- Czas w prozie strumienia świadomości. Analiza "Ulissesa" Jamesa Joyce'a oraz "Wściekłości i wrzasku" i "Kiedy umieram" Williama Faulknera (Państwowe Wydawnictwo Naukowe, Warszawa 1975);
- The Bang and the Whimper. Apocalypse and Entropy in American Literature (Greenwood Press, Inc., Westport 1984, ISBN 0-313-23674-7);
- Historia cywilizacji amerykańskiej. Era tworzenia 1607–1789 (Wydawnictwo Naukowe "Scholar", Warszawa 2009, ISBN 978-83-7383-328-9);
- Historia cywilizacji amerykańskiej. Era sprzeczności 1787–1865 (Wydawnictwo Naukowe "Scholar", Warszawa 2010, ISBN 978-83-7383-448-4);
- Historia cywilizacji amerykańskiej. Era konsolidacji 1861–1945 (Wydawnictwo Naukowe "Scholar", Warszawa 2012, ISBN 978-83-7383-582-5);
- Igrzyska demokracji. Amerykańska kultura wyborcza (Polski Instytut Spraw Międzynarodowych, Warszawa 2016, ISBN 978-83-64895-38-8);
- Historia cywilizacji amerykańskiej. Era konfrontacji 1941-1980 (Wydawnictwo Naukowe "Scholar", Warszawa 2017, ISBN 978-83-7383-830-7);
- Amerykański system wyborczy (Polski Instytut Spraw Międzynarodowych, Warszawa 2020, ISBN 978-83-67487-35-1);
- Historia cywilizacji amerykańskiej. Era konsekwencji 1980-2021 (Wydawnictwo Naukowe "Scholar", Warszawa 2022, ISBN 978-83-67450-19-5);
- Amerykańskie doktryny prezydenckie polityki zagranicznej i bezpieczeństwa narodowego (Polski Instytut Spraw Międzynarodowych, Warszawa 2023, ISBN 978-83-67487-35-1);
- Instytucja Kolegium Elektorów w amerykańskim systemie polityczno-prawnym (Oficyna Wydawnicza Aspra-JR, Warszawa 2023, ISBN 978-83-8209-234-9);
- Historia Stanów Zjednoczonych Ameryki 1607-2024. Od osady do mocarstwa (Wydawnictwo Bellona, Warszawa 2024, ISBN 978-83-11-17626-3).

### Opracowania, prace redakcyjne (wybór)
- Gabinet luster. Krótka proza amerykańska 1961-1977 (wybór, wstęp i noty biograficzne o autorach; przekład z języka angielskiego Ewa Budrewicz; Spółdzielnia Wydawnicza „Czytelnik”, Warszawa 1980, ISBN 83-07-00252-4);
- Vladimir Nabokov, Przejrzystość rzeczy (autor wstępu; przekład z języka angielskiego Ariadna Demkowska-Bohdziewicz; opracowanie graficzne Wojciech Freudenreich; Państwowy Instytut Wydawniczy, Warszawa 1982, ISBN 83-06-00711-5);
- Donald Barthelme, Osobliwości (autor wyboru; przekład z języka angielskiego Anna Kołyszko; Państwowy Instytut Wydawniczy, Warszawa 1983, ISBN 83-06-00905-3; seria: "Współczesna Proza Światowa");
- Nowa proza amerykańska. Szkice krytyczne (autor wyboru, wstępu i opracowania; autorzy: John Barth, Herriet Deer, Irving Deer, Robert Detweiler,  Morris Dickstein, Raymond Federman, William H. Gass, Gerald Graff, Ihab Hassan, John Hawkes, Irving Hove, Richard Kostelanetz, Anaïs Nin, Richard Poirier, Charles Russell, Robert Scholes, Philip Stevick, Tony Tanner, Gore Vidal; przekład: Jarosław Anders, Grażyna Cendrowska, Anna Kołyszko, Zbigniew Lewicki, Jacek Wiśniewski; Spółdzielnia Wydawnicza „Czytelnik”, Warszawa 1983, ISBN 83-07-00620-1);
- Richard Ellmann, James Joyce (opracowanie naukowe przekładu; przekład z języka angielskiego Ewa Krasińska; Wydawnictwo Literackie, Kraków 1984, ISBN 83-08-00732-5);
- Polskie badania nad Amerykami. Konferencja zorganizowana przez Centrum Studiów Latynoamerykańskich i Ośrodek Studiów Amerykańskich, Uniwersytet Warszawski, Warszawa, 12-13 czerwca 2003 (redakcja, wspólnie z Andrzejem Dembiczem; Centrum Studiów Latynoamerykańskich, Warszawa 2004, ISBN 83-89251-14-0; seria: "Studia i Materiały / Uniwersytet Warszawski. Centrum Studiów Latynoamerykańskich CESLA = Estudios y Memorias / Universidad de Varsovia. Centro de Estudios Latinoamericanos"; 27);
- Ameryka. Polityka, prawo, społeczeństwo (redakcja naukowa; Oficyna Wydawnicza Aspra-JR, Warszawa 2014, ISBN 978-83-7545-520-5; wydanie drugie, zmienione i rozszerzone: Oficyna Wydawnicza Aspra-JR - Uniwersytet Kardynała Stefana Wyszyńskiego, Warszawa 2016, ISBN 978-83-7545-680-6);
- Ameryka. Instytucje i społeczeństwo 1607-2017 (redakcja naukowa; Oficyna Wydawnicza Aspra-JR, Warszawa 2017, ISBN 978-83-7545-784-1).